# Ryoko Yano
Ryoko Yano (20 de dezembro de 1978) é uma basquetebolista profissional japonesa.

## Carreira
Ryoko Yano integrou a Seleção Japonesa de Basquetebol Feminino, em Atenas 2004, que terminou na décima posição.